# Quackery

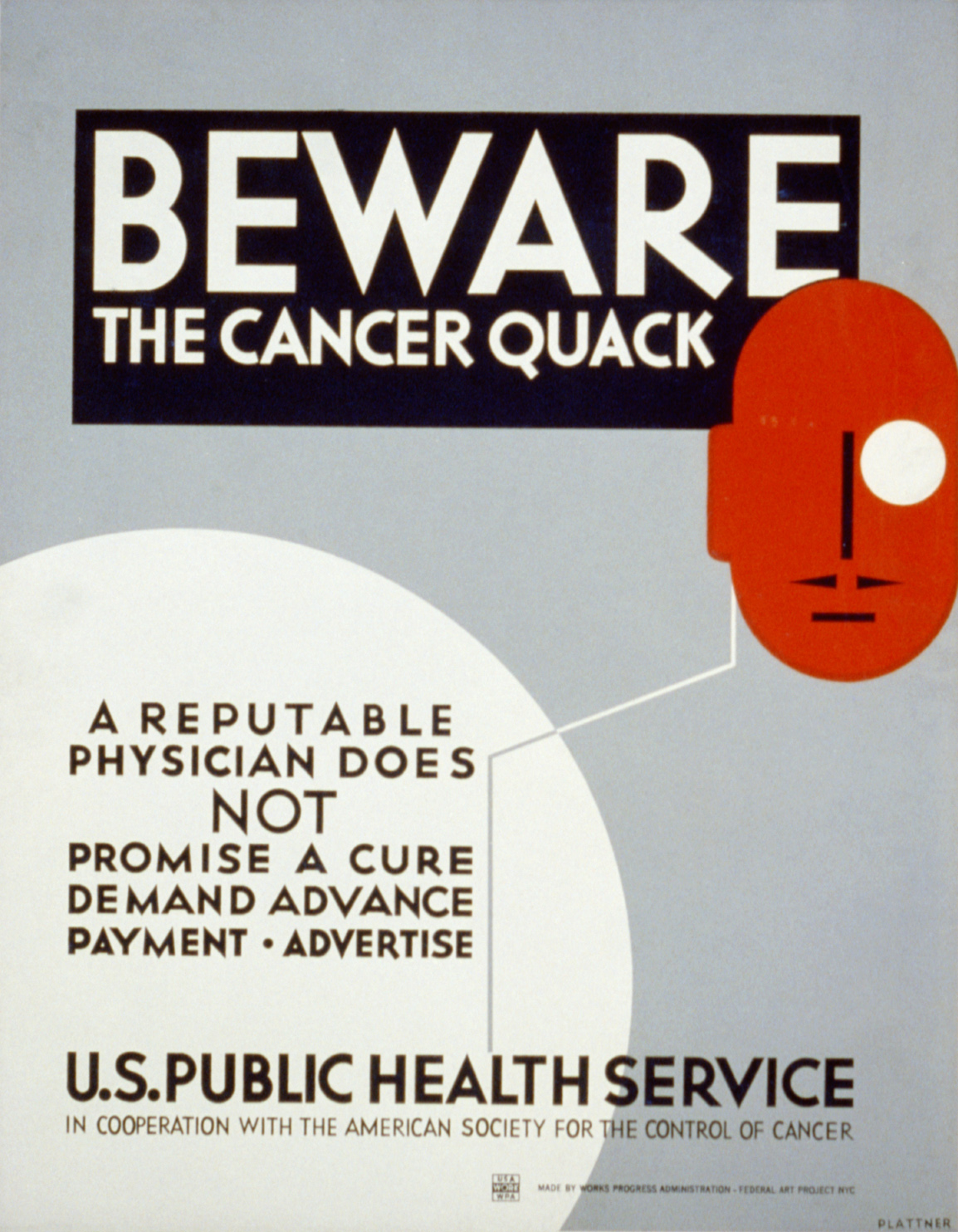
CUIDADO CON EL CHARLATÁN DEL CÁNCER
Un médico respetable:
NO promete una cura
NO exige anticipos
NO hace publicidad
Afiche del Servicio Público de Salud en colaboración con la Sociedad Estadounidense para el Control del Cáncer, 1936-38.

Quackery  (traducido en algunas fuentes como curanderismo) es la promoción de prácticas médicas fraudulentas o ignorantes. Un quack es un «farsante fraudulento o ignorante que finge poseer conocimiento médico» o «una persona que finge, profesionalmente o públicamente, tener destrezas, conocimientos o cualificaciones que no posee; un charlatán».
La palabra quack deriva de la palabra arcaica de origen neerlandés quacksalver (escrito «kwakzalver» en neerlandés contemporáneo), literalmente «vendedor ambulante de pomada». En la Edad Media la palabra quack significaba «gritar». Los quacksalvers vendían sus mercancías en el mercado pregonando a viva voz.
"Fraude en salud" se utiliza a menudo como sinónimo para quackery, pero la característica más notable de esta última es su promoción más agresiva  (quacks quack!, «los quacks hacen ¡quackǃ»). Pseudomedicina es un término para tratamientos de ineficacia demostrada, independientemente de si sus defensores realmente creen en su eficacia.

## Definición

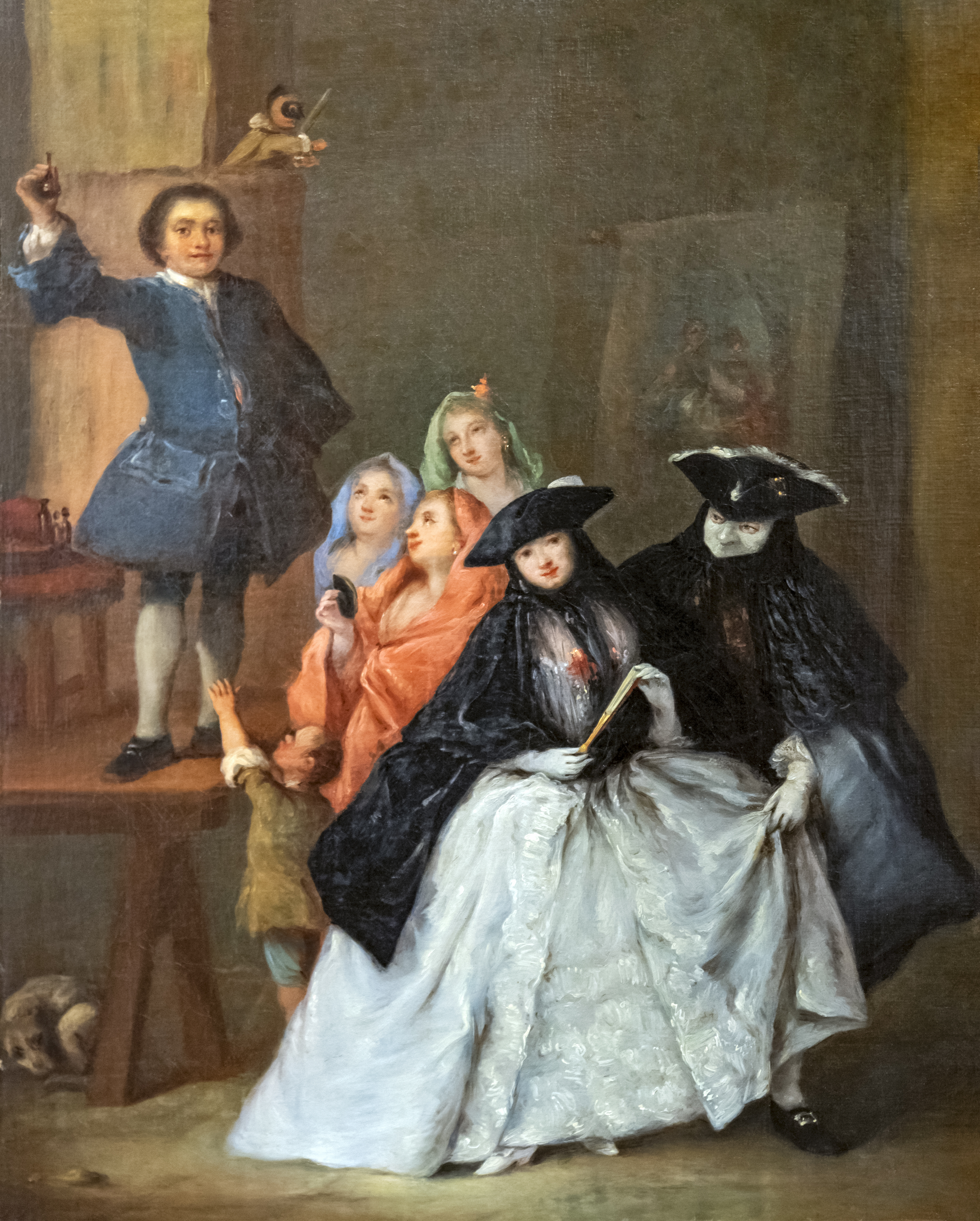
Pietro Longhi: El Charlatán, 1757

Stephen Barrett de Quackwatch define la práctica de este modo:

Para evitar problemas semánticos, quackery debería definirse ampliamente como "cualquier cosa que involucre sobrepromoción en el ámbito de la salud". Esta definición incluiría ideas cuestionables además de cuestionables productos y servicios, con independencia de la sinceridad de sus promotores. En línea con esta definición, la palabra "fraude" estaría reservada solo para situaciones en las que se utiliza el engaño deliberado.

Paul Offit ha propuesto cuatro maneras en que la medicina natural «deviene en quackery»:
1. Desaconsejar terapias convencionales que son eficaces.
2. Promover terapias potencialmente nocivas sin las advertencias adecuadas.
3. Drenar las cuentas bancarias de los pacientes.
4. Promover el pensamiento mágico.

## Crítica en la academia

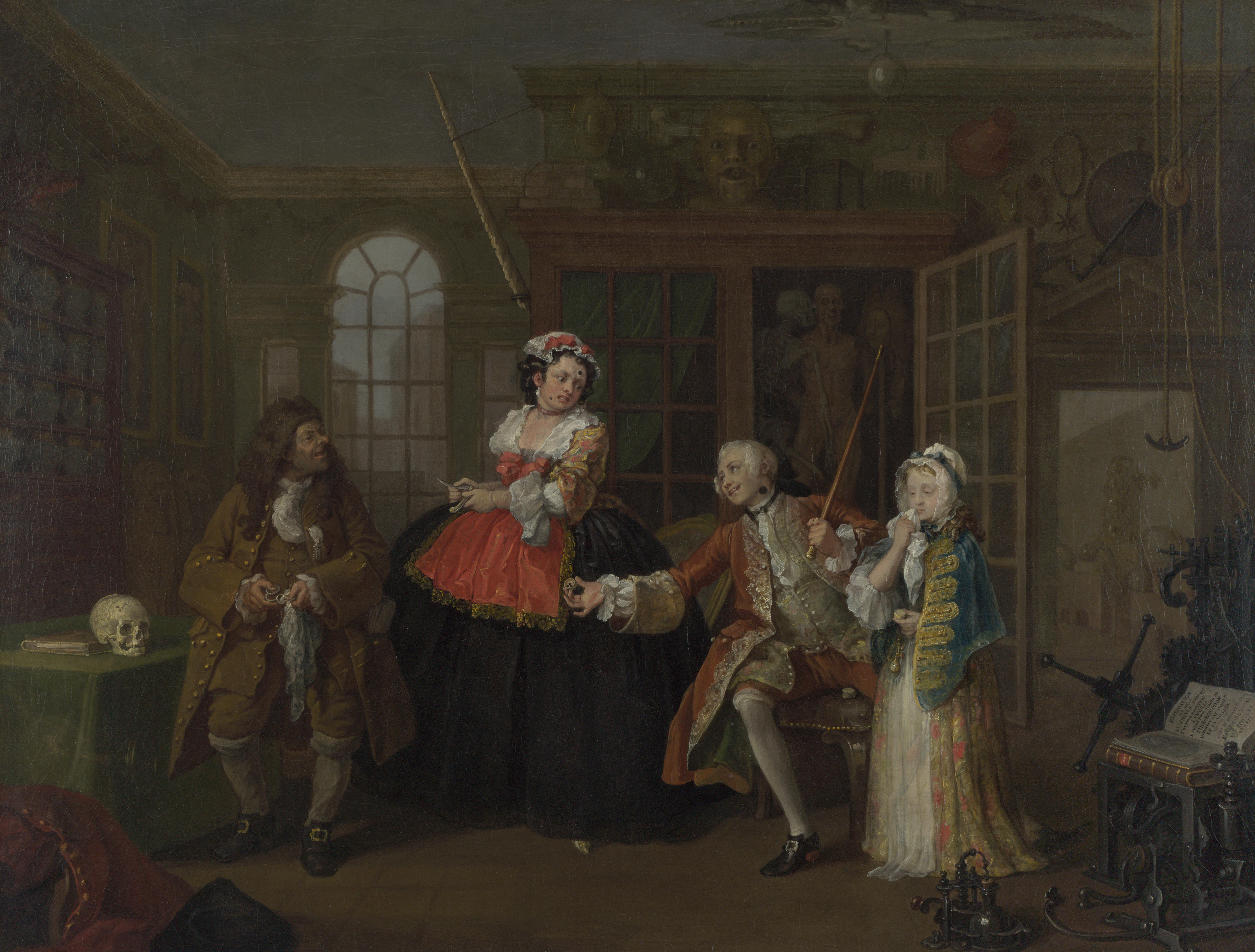
William Hogarth: Marriage à-la-mode: La visita al Doctor Quack

La comunidad de la medicina basada en hechos ha criticado la infiltración de la medicina alternativa a la medicina académica, educación y publicaciones, acusando a instituciones de «desviar tiempo, dinero y otros recursos de investigación de líneas investigativas más fértiles para perseguir una teoría que tiene ninguna base en biología». R.W. Donnell acuñó la frase «medicina quackadémica» para describir esta atención dada a la medicina alternativa por la academia. Refiriéndose al Informe Flexner, dijo que la educación médica «necesita una buena limpieza doméstica flexneriana».
Por ejemplo, David Gorski criticó Brian M. Berman, fundador de la Centro de Medicina Integrativa de la Universidad de Maryland: «Había evidencia de que tanto la acupuntura real y la simulada eran más eficaces que ningún tratamiento y que la acupuntura puede ser un complemento útil a otras formas de terapia convencional para el dolor de espalda baja». También reprendió a los editores y pares revisores de la New England Journal of Medicine por permitir su publicación, ya que recomendó apasionadamente engañar deliberadamente a los pacientes para conseguir un efecto placebo sabido.

## Presencia y aceptación

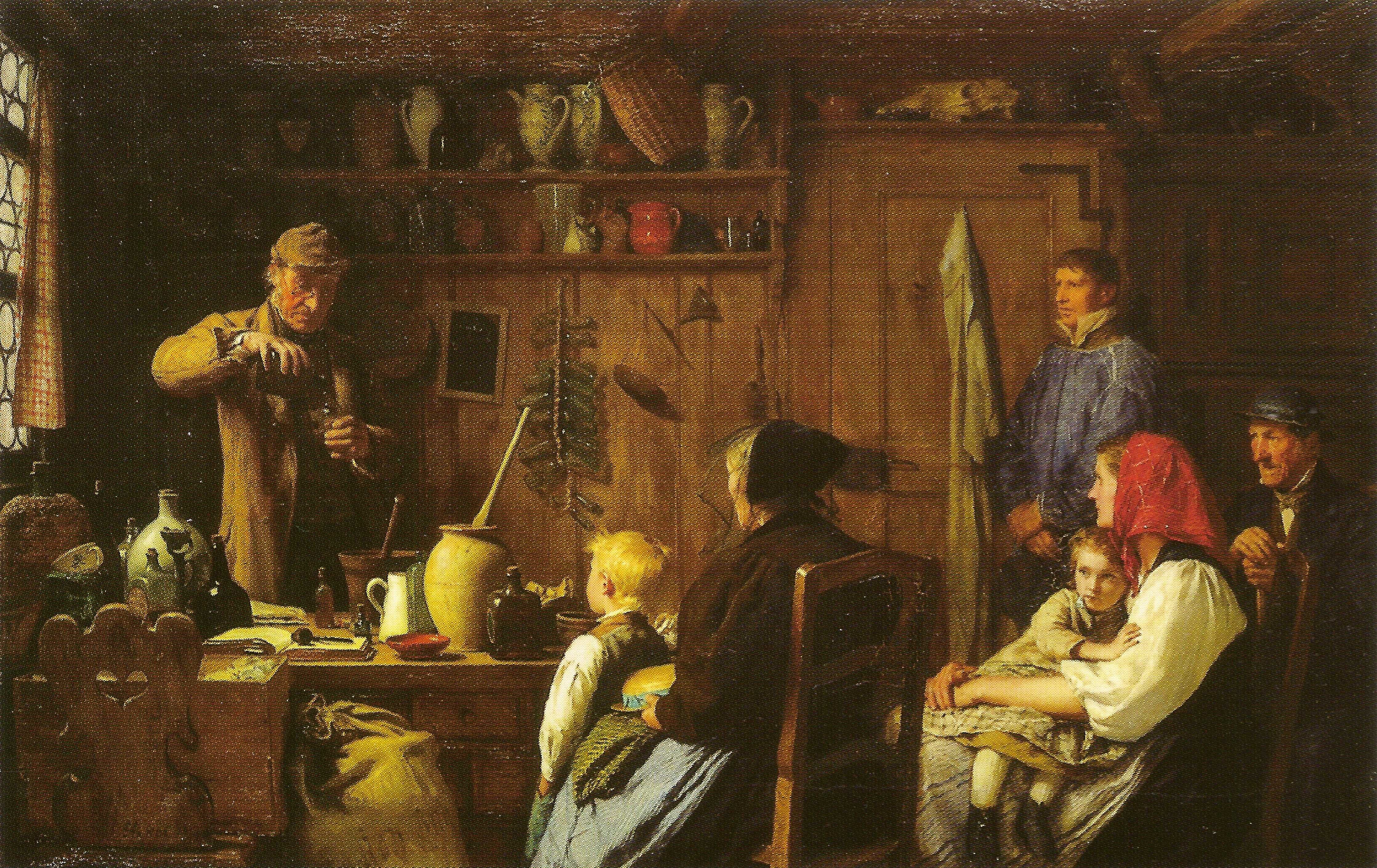
Albert Anker "der Qacksalber"(1879)

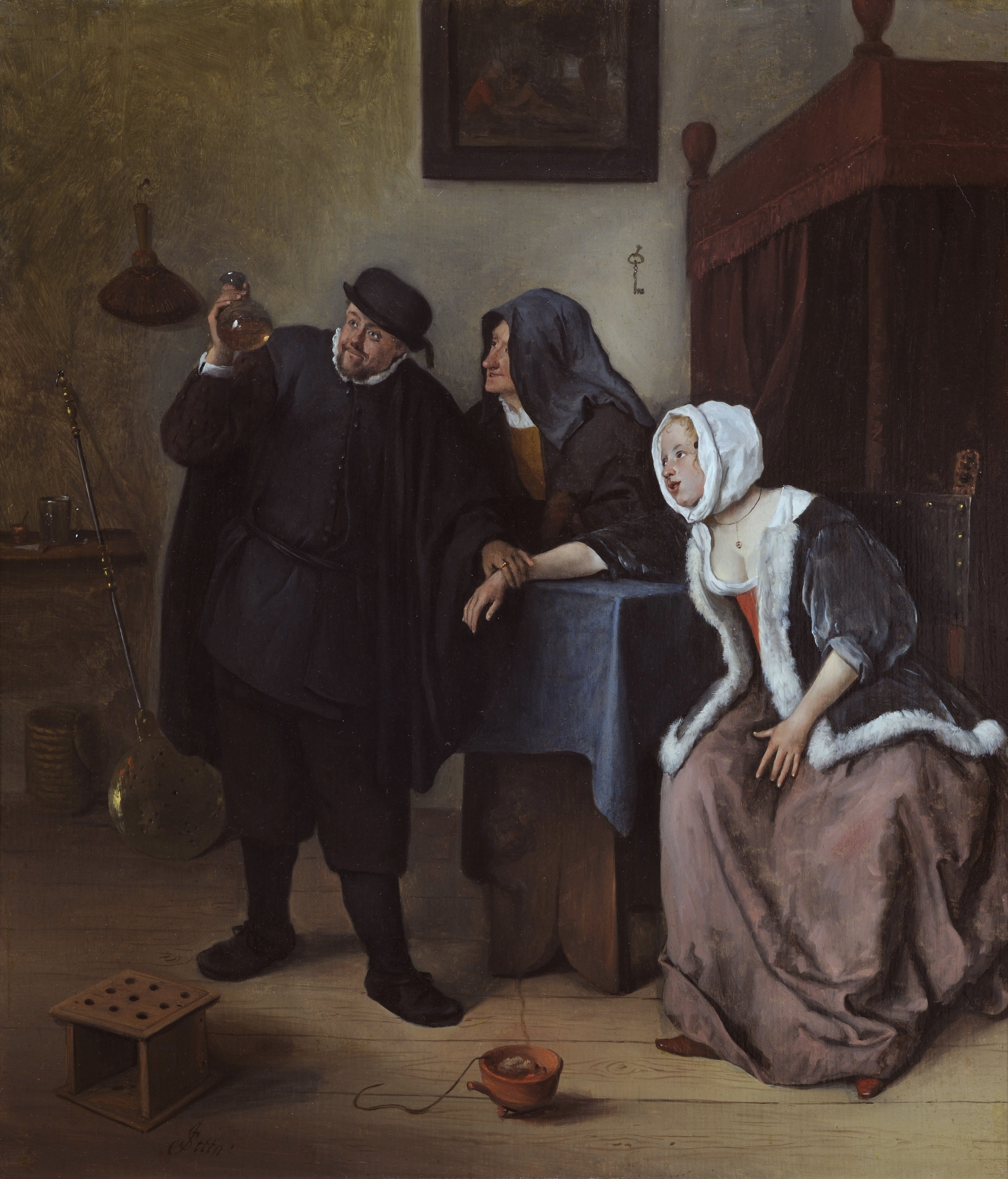
Jan Steen De piskijker

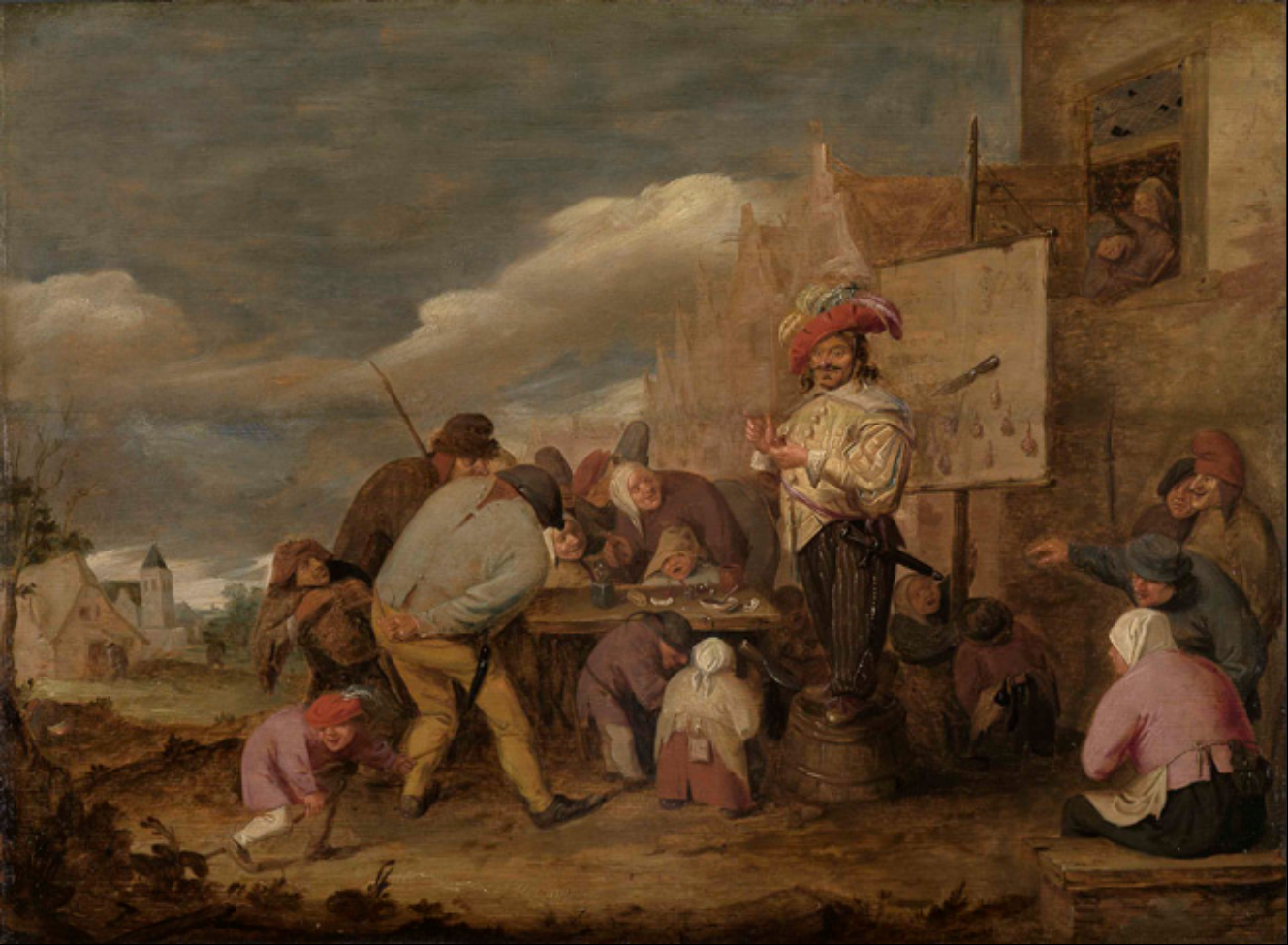
Adriaen Brouwer, El quack

Se han propuesto muchas razones sobre por qué los pacientes aceptan el quackery a pesar de su carencia de eficacia:
- Ignorancia

Quienes perpetúan el quackery puede hacerlo para sacar provecho de la ignorancia ajena sobre los tratamientos médicos convencionales versus tratamientos alternativos, o pueden ser ellos mismos ignorantes de sus propias afirmaciones. La medicina científica ha realizado muchos avances notables, por lo que las personas pueden tender a creer también declaraciones infundadas.
- Efecto placebo

Las medicinas y tratamientos que se sabe no tienen ningún efecto farmacológico en una enfermedad, todavía pueden afectar la percepción del paciente de su enfermedad y a su vez esta creencia a veces de hecho tiene un efecto terapéutico, causando la mejora del paciente. Esto no significa que no tenga un efecto biológico: aunque podríamos describir que el efecto de placebo está «todo en la mente», ahora se sabe que hay un fundamento neurológico genuino de este fenómeno. Las personas informan alivio del dolor, un mayor bienestar, mejoría o incluso atenuación total de los síntomas. Para algunos, la presencia de un médico y la administración de medicina es curativa por sí mismos.
- Falacia de regresión

Ciertas «enfermedades autolimitadas», como las verrugas y el resfriado común, casi siempre mejoran, en el último caso en un número de días bastante previsible. Un paciente puede asociar el uso de tratamientos alternativos con su recuperación, cuando esta era inevitable.
- Sesgo de confirmación

Es la tendencia para buscar, interpretar o priorizar información en una manera que confirma las propias creencias o hipótesis. Es un tipo de sesgo cognitivo y un error sistemático de razonamiento inductivo.
- Recelo de la medicina convencional

Muchas personas, por varias razones, desconfían de la medicina convencional o de las organizaciones reguladoras como el FDA o de las grandes farmacéuticas. Por ejemplo, «la medicina alternativa y complementaria puede representar una respuesta a la inhabilitación en ambientes médicos convencionales y el recelo resultante».
- Teorías de conspiración

Los activistas antiquackers  ("quackbusters" o cazadores de quacks) son acusados de participar de una enorme «conspiración» para suprimir las terapias «no convencionales» y/o «naturales», así como a quienes las promueven. Se dice que la conspiración está apoyada y financiada por la industria farmacéutica y el sistema de cuidado médico representado por la AMA, la FDA, la ADA, los CDC, la OMS, etc, con el propósito de preservar su poder y aumentando sus beneficios. En el caso de la quiropráctica, el caso para una conspiración fue apoyada por una decisión del tribunal en un litigio por antimonopolio, Wilk v. American Medical Association, dictaminó que la AMA había participado en una conspiración ilegal de restricción gremial «para contener y eliminar la profesión quiropráctica».
- Miedo a efectos adversos

Una gran variedad de medicamentos puede tener efectos adversos desagradables, y muchas personas temen la cirugía y sus consecuencias, así que pueden optar por huir de estos tratamientos basados en la evidencia.
- Costo

Hay algunas personas que sencillamente no pueden pagar un tratamiento científico y salen a buscar una alternativa más barata. Los practicantes alternativos a menudo pueden trabajar a un costo mucho más bajo. Esto es agravado por un acceso reducido al sistema de salud.
- Desesperación

Los enfermos graves o terminales, o con estados intratables, pueden reaccionar saliendo a buscar tratamiento, desatendiendo la carencia de prueba científica de su eficacia e incluso la existencia de pruebas que el método alternativo es ineficaz o peligroso. La desesperación puede ser exacerbada por la carencia de cuidados paliativos (no curativos).
- Orgullo

Una vez que una persona ha aprobado o defendido una cura, o ha invertido tiempo y dinero en ella, puede ser reacio a admitir su ineficacia y por lo tanto recomienda a otros la «cura» que no le ayudó (véase falacia del costo irrecuperable).
- Fraude

Algunos practicantes, plenamente conscientes de la ineficacia de su medicina, pueden intencionadamente producir estudios científicos fraudulentos y resultados de ensayos médicos, engañando así a los potenciales consumidores de la efectividad del tratamiento médico.

### Organizaciones reguladoras
- Comisión Federal de Comercio, Estados Unidos
- Administración de Alimentos y Medicamentos, Estados Unidos
- Agencia Reguladora de Medicamentos y Productos Sanitarios (inglés: MHRA) agencia ejecutiva (Dº Salud y Asistencia Social) Reino Unido
  - MHRA (en:), Medicines and Healthcare products Regulatory Agency

### Organizaciones antiquackery
- Quackwatch